# Siergiej Korolow (hokeista)
Siergiej Michajłowicz Korolow, ros. Сергей Михайлович Королев (ur. 28 grudnia 1973 w Woskriesiensku) – rosyjski hokeista, reprezentant Rosji, trener.

## Kariera zawodnicza
- Egida-Sport LTD Twer (1911-1992)
- Mars Twer (1992-1993)
- Chimik Woskriesiensk (1993–1998)
- Łokomotiw Jarosław (1998)
- Chimik Woskriesiensk (1998–2000)
- Łokomotiw Jarosław (2000–2002)
- Ak Bars Kazań (2002–2004)
- CSKA Moskwa (2004–2005)
- Awangard Omsk (2005)
- SKA Sankt Petersburg (2005)
- Witiaź Czechow (2005–2006)
- Chimik Obwód moskiewski (2006–2007)
- Torpedo Niżny Nowogród (2007–2008)
- Chimik Woskriesiensk (2008–2009)
- Nieftiechimik Niżniekamsk (2009)
- Mołot-Prikamje Perm (2009–2011)

## Kariera trenerska
Od października 2019 pracował w sztabie Buranu Woroneż. W sezonie 2021/2022 w sztabie Jugry Chanty-Mansyjsk. W sierpniu 2022 wszedł do sztabu Czełmieta Czelabińsk. Od maja do października 2023 był w sztabie AKM Tuła.

## Sukcesy
- Złoty medal mistrzostw Rosji: 2002 z Łokomotiwem Jarosław